# Amber Rose Revah
Amber Rose Revah (* 24. Juni 1986 in London) ist eine britische Filmschauspielerin.

## Leben
Amber Rose Revah ist Tochter eines Inders und einer Polin und kam in London zur Welt. Sie studierte Schauspiel und Performance an der Brunel University London. Seit 2007 ist sie als Filmschauspielerin tätig. 2010 spielte sie im Thriller From Paris with Love als „Nichole“. In der Miniserie Die Bibel und dem Film Son of God spielte sie Maria Magdalena. Ab 2017 war sie in der Serie Marvel’s The Punisher als „Dinah Madani“ zu sehen.

## Filmografie (Auswahl)
- 2007: Die verborgene Welt (The World Unseen)
- 2008: I Can’t Think Straight
- 2008: Die Husseins: Im Zentrum der Macht (House of Saddam, Miniserie, 2 Folgen)
- 2009: Taylors Trophy
- 2009: Henna Night
- 2009: Agora – Die Säulen des Himmels (Agora)
- 2010: From Paris with Love
- 2011: The Devil’s Double
- 2011: Aazaan
- 2011: Borgia (Fernsehserie, 3 Folgen)
- 2011: Everywhere and Nowhere
- 2012: Das Geheimnis des Edwin Drood (The Mystery of Edwin Drood, Fernsehfilm)
- 2013: Die Bibel (The Bible, Miniserie, 4 Folgen)
- 2014: Son of God
- 2015: Silent Witness (Fernsehserie, 2 Folgen)
- 2015–2016 Indischer Sommer (Indian Summers, Fernsehserie, 14 Folgen)
- 2016: Inspector Barnaby (Midsomer Murders, Fernsehserie, Folge 18x06 Der Jahrmarktsmörder)
- 2017: Emerald City – Die dunkle Welt von Oz (Emerald City, Fernsehserie, 4 Folgen)
- 2017–2019: Marvel’s The Punisher (Fernsehserie, 26 Folgen)
- 2020: Concrete Plans
- 2022: Peripherie (The Peripheral, Fernsehserie)
- 2022: Last Light – Wenn die Welt dunkel wird (Last Light, Miniserie, 5 Folgen)
- 2023: Drei Gänge und ein Todesfall (The Trouble with Jessica)